# NGC 1276
NGC 1276 — двойная звезда в созвездии Персей.
Этот объект входит в число перечисленных в оригинальной редакции «Нового общего каталога».
Эта пара звёзд находится на небе рядом со множеством галактик из скопления Персея. Джон Дрейер сам открыл её, когда проводил их микрометрические измерения в 1876 году. Он записал и измерения NGC 1276, поэтому объект можно точно идентифицировать.